# 청춘화원
"청춘 화원"은 한국에서 제작된 이강천 감독의 1960년 영화이다. 김진규 등이 주연으로 출연하였고 김만길 등이 제작에 참여하였다.

## 출연

### 주연
- 김진규
- 도금봉
- 황해

### 조연
- 주일몽
- 안성기

## 기타
- 조명: 고해진
- 녹음: 최칠복
- 미술: 임명선